# Nisikava Súszaku
Nisikava Súszaku (西川 周作; Hepburn: Nishikawa Shūsaku; Usa, 1986. június 18. –) japán válogatott labdarúgó, jelenleg az Urava Red Diamonds játékosa. Kapus.